# Luis Vázquez
Luis Ismael Vázquez (Recreo, La Capital, Santa Fe, Argentina; 24 de abril de 2001) es un futbolista argentino que se desempeña como delantero y su equipo actual es el Royal Sporting Club Anderlecht de la Primera División de Bélgica.

## Trayectoria

### Patronato
Fue reclutado por Patronato cuando jugaba en Nobleza de Recreo, en la segunda división de la liga de Santa Fe. Ya en el conjunto entrerriano llegó a debutar en primera en un cotejo de Copa Argentina y en enero de 2019 Boca Juniors inició un seguimiento durante un semestre.

### Boca Juniors
Fue Oscar Regenhardt quien lo descubrió en el fútbol santafesino y lo llevó a Patronato cuando era coordinador general de aquel club. Con el arribo de Nicolás Burdisso como manager xeneize, Ragenhardt también volvió al Club Atlético Boca Juniors y sugeriría a Vázquez, quien terminaría de formarse en el club de La Ribera, pasando a ser parte de sus divisiones menores en una operación donde Boca compró a Patronato el 60% de la ficha del atacante por 600.000 dólares.
Su debut en Primera División con el xeneize se produjo el 27 de diciembre de 2020 en un partido correspondiente a la zona campeonato de la Copa Maradona, frente a Huracán. Su primer gol en Primera División fue con la camiseta de Boca Juniors, el 21 de agosto de 2021 frente a Patronato por la séptima fecha del torneo doméstico. Ese día, el Xeneize ganó 1-0 en La Bombonera.
En mayo del año 2022, Luis disputó la Copa de la Liga Profesional 2022, entrando en el segundo tiempo, logró convertir el 3-0 a los 86 minutos y terminó consiguiendo su tercer título con el Xeneize.

### RSC Anderlecht
En julio de 2023 el RSC Anderlecht hizo una oferta por el jugador santafesino por 5 millones de dólares.
Al cabo de unas semanas, el jugador sería vendido al club de Anderlecht por 5 millones de dólares más 2 millones en objetivos, al club porteño, Boca Juniors, le corresponde el 15% y al club de Paraná le corresponde el 30%.

## Estadísticas

### Clubes
- Actualizado al último partido jugado el 14 de agosto de 2025.

| Club | Div.                | Temporada           | Liga  | Liga  | Liga   | Copas Nacionales(1) | Copas Nacionales(1) | Copas Nacionales(1) | Torneos Internacionales(2) | Torneos Internacionales(2) | Torneos Internacionales(2) | Total | Total | Total  | Media goleadora(3) |
| Club | Div.                | Temporada           | Part. | Goles | Asist. | Part.               | Goles               | Asist.              | Part.                      | Goles                      | Asist.                     | Part. | Goles | Asist. | Media goleadora(3) |
| --- | ------------------- | ------------------- | ----- | ----- | ------ | ------------------- | ------------------- | ------------------- | -------------------------- | -------------------------- | -------------------------- | ----- | ----- | ------ | ------------------ |
| C. A. Patronato Argentina | 1.ª                 | 2019                | —     | —     | —      | 1                   | 0                   | 0                   | —                          | —                          | —                          | 1     | 0     | 0      | 0                  |
| C. A. Patronato Argentina | Total club          | Total club          | 0     | 0     | 0      | 1                   | 0                   | 0                   | 0                          | 0                          | 0                          | 1     | 0     | 0      | 0                  |
| C. A. Boca Juniors Argentina | 1.ª                 | 2020                | —     | —     | —      | 1                   | 0                   | 0                   | —                          | —                          | —                          | 1     | 0     | 0      | 0                  |
| C. A. Boca Juniors Argentina | 1.ª                 | 2021                | 23    | 7     | 2      | 5                   | 1                   | 0                   | 2                          | 0                          | 0                          | 30    | 8     | 2      | 0.27               |
| C. A. Boca Juniors Argentina | 1.ª                 | 2022                | 25    | 1     | 2      | 18                  | 4                   | 1                   | 5                          | 0                          | 0                          | 48    | 5     | 3      | 0.1                |
| C. A. Boca Juniors Argentina | 1.ª                 | 2023                | 13    | 1     | 2      | 2                   | 0                   | 0                   | 5                          | 2                          | 1                          | 20    | 3     | 3      | 0.15               |
| C. A. Boca Juniors Argentina | Total club          | Total club          | 61    | 9     | 6      | 26                  | 5                   | 1                   | 12                         | 2                          | 1                          | 99    | 16    | 8      | 0.16               |
| R. S. C. Anderlecht · Bélgica | 1.ª                 | 2023-24             | 38    | 7     | 1      | 3                   | 0                   | 0                   | —                          | —                          | —                          | 41    | 7     | 1      | 0.17               |
| R. S. C. Anderlecht · Bélgica | 1.ª                 | 2024-25             | 37    | 4     | 0      | 6                   | 1                   | 0                   | 11                         | 4                          | 1                          | 54    | 9     | 1      | 0.17               |
| R. S. C. Anderlecht · Bélgica | 1.ª                 | 2025-26             | 3     | 0     | 0      | 0                   | 0                   | 0                   | 3                          | 0                          | 0                          | 6     | 0     | 0      | 0                  |
| R. S. C. Anderlecht · Bélgica | Total club          | Total club          | 78    | 11    | 1      | 9                   | 1                   | 0                   | 14                         | 4                          | 1                          | 101   | 16    | 2      | 0.17               |
| Total en su carrera | Total en su carrera | Total en su carrera | 139   | 20    | 7      | 36                  | 6                   | 1                   | 26                         | 6                          | 2                          | 201   | 32    | 10     | 0.16               |
| (1) Incluye datos de la Copa Argentina, Copa de la Liga y Copa de Bélgica.(2) Incluye datos de la Copa Libertadores.(3) No incluye goles en partidos amistosos. |                     |                     |       |       |        |                     |                     |                     |                            |                            |                            |       |       |        |                    |

## Palmarés

### Campeonatos nacionales
| Título              | Equipo       | País      | Año     |
| ------------------- | ------------ | --------- | ------- |
| Copa de la Liga     | Boca Juniors | Argentina | 2020    |
| Copa Argentina      | Boca Juniors | Argentina | 2019-20 |
| Copa de la Liga     | Boca Juniors | Argentina | 2022    |
| Primera División    | Boca Juniors | Argentina | 2022    |
| Supercopa Argentina | Boca Juniors | Argentina | 2022    |